# بريل (باكينجهامشير)
بريل (بالإنجليزية: Brill)‏ هي قرية و أبرشية مدنية تقع في المملكة المتحدة في إنجلترا.  يقدر عدد سكانها بـ 1,141 نسمة .